# O-Jolle

Ilustração de uma embarcação da classe O-Jolle.

A classe O-Jolle, originalmente Olympiajolle, é uma classe de iates clássicos de corrida. Foi criada como a classe Monotype para os Jogos Olímpicos de 1936 pelo designer Hellmut Wilhelm E. Stauch. O barco é uma plataforma das Bermudas e o casco era, a princípio, de carvel – posteriormente GRP e construção de compensado moldado a frio foram permitidos. O O-Jolle tem variadas capacidades de navegação e pode atender a um amplo espectro de velejadores, de jovens a idosos e de leves a pesados.
O-Jolle ainda é uma das maiores classes de bote na Alemanha e nos Países Baixos. A International Olympiajollen Union tem mais de 500 membros por exemplo. Há também frotas menores na Polônia, no Brasil e na Sérvia.